# Serrat de Pitrau
El Serrat de Pitrau és una muntanya de 839 metres que es troba al municipi d'Àger, a la comarca catalana de la Noguera.